# Grace Watamaleo
Grace Watamaleo is een Surinaams dorpshoofd en politicus. Zij is sinds ten minste 2011 kapitein van Marijkedorp. Sinds 2015 is ze voor de Nationale Democratische Partij (NDP) lid van De Nationale Assemblée (DNA).

## Biografie
Watamaleo is sinds ten minste 2011 kapitein (dorpshoofd) van Marijkedorp in Albina in oostelijk Suriname. Daarnaast was ze ambtenaar voor het districtscommissariaat van Marowijne. Marijkedorp kent ruim driehonderd inwoners. Watamaleo stamt af van het inheemse volk Lokono (Arowakken).
Tijdens de verkiezingen van 2015 kandideerde ze voor de NDP in het district Marowijne. Ze behaalde 1991 stemmen en werd daarmee gekozen tot lid van DNA. Naast haar DNA-lidmaatschap blijft ze haar rol als kapitein van haar dorp uitoefenen.